# HAT-P-23
Désignations
HAT-P-23, formellement nommée Moriah, est une étoile de la constellation boréale du Dauphin. Sa magnitude apparente est de 11,94, et elle ne peut donc qu'être observée avec un télescope. D'après la mesure de sa parallaxe annuelle par le satellite Gaia, l'étoile est distante d'environ 365,5 pc (∼1 190 al) de la Terre. Elle s'en rapproche à une vitesse radiale héliocentrique de −14,3 km/s. C'est une naine jaune qui possède une exoplanète connue de type Jupiter chaud, HAT-P-23 b.

## Propriétés
HAT-P-23 est une étoile naine jaune de type spectral G0. Elle est 13 % plus massive que le Soleil et elle est âgée d'environ quatre milliards d'années. Elle tourne rapidement sur elle-même pour une étoile de ce type avec une période de rotation de 7 jours et elle montre une activité magnétique relativement importante. Ces phénomènes pourraient s'expliquer par la présence de la planète géante en orbite proche. L'étoile est enrichie en éléments plus lourds que l'hélium, ayant une métallicité qui vaut environ 140 % celle du Soleil. Son rayon est 29 % plus grand que le rayon solaire, elle est 58 % plus lumineuse que le Soleil et sa température de surface est d'environ 5 900 K.

## Nomenclature
HAT-P-23 et sa planète HAT-P-23 b ont été choisies pour l'édition 2019 de la campagne NameExoWorlds organisée par l'Union astronomique internationale, où chaque pays s'est vu attribuer une étoile et une planète à nommer. HAT-P-23 a ainsi été attribuée à la Palestine. Le nom retenu, Moriah, est l'ancien nom de la montagne située dans la vieille ville de Jérusalem, tandis que le nom de la planète, Jébus, est le nom que la ville portait durant le IIe millénaire av. J.-C..

## Système planétaire

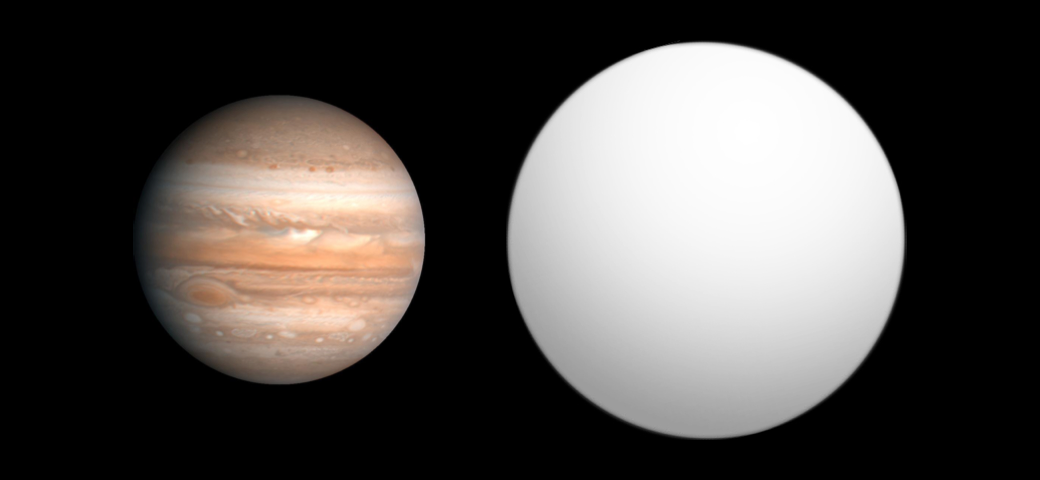
Comparaison de la taille de HAT-P-23 b et de Jupiter.

En 2010, une exoplanète de type Jupiter chaud, HAT-P-23 b, a été découverte en orbite autour de l'étoile par le programme HATNet grâce à la méthode des transits. Sa masse vaut environ 2.09 MJ et elle complète une orbite quasi-circulaire autour de son étoile en seulement 1,21 jour. Elle possède une température mesurée de 2 154 ± 90 K sur sa face diurne. On pense que la planète est sur une orbite instable, et il a été théorisé qu'elle serait engloutie par son étoile dans 7,5+2.9
−1.8 millions d'années, mais les mesures temporelles de multiples transits réalisées depuis sa découverte n'ont pas permis de détecter une quelconque réduction de sa période orbitale,. Son orbite apparaît être bien alignée avec le plan équatorial de l'étoile, avec un décalage calculé de 15 ± 22°.
| Planète   | Masse          | Demi-grand axe (ua) | Période orbitale (jours) | Excentricité  | Inclinaison | Rayon          |
| --------- | -------------- | ------------------- | ------------------------ | ------------- | ----------- | -------------- |
| b (Jébus) | 2,09 ± 0,11 MJ | 0,023 2 ± 0,000 2   | 1,212 9                  | 0,106 ± 0,044 | 85,1 ± 1,5° | 1,37 ± 0,09 RJ |

L'atmosphère de la planète semble avoir une teinte grise. Elle est pratiquement dépourvue de nuages, et elle contiendrait possiblement de l'oxyde de titane(II).